# Hybolasius cristatellus
Hybolasius cristatellus là một loài bọ cánh cứng trong họ Cerambycidae.